# 소콜역
소콜역(러시아어: Со́кол)은 모스크바 지하철 자모스크보레츠카야 선의 역이다.